# Трифторэтанол
2,2,2-Трифторэтанол — органическое соединение с формулой C2H3F3O . Это бесцветная, смешиваемая с водой, жидкость с запахом напоминающим запах этанола. Электронакцепторная трифторметильная группа делает этот спирт намного более кислым чем этанол. Трифторэтанол образует устойчивые комплексы с рядом гетероциклических соединений (пиридин, ТГФ), как следствие сильных водородных связей.
В промышленности трифторэтанол используется в качестве растворителя для нейлона, а также в некоторых производствах фармацевтических препаратов.